# Dissident
Dissident (von lateinisch dissidēre „auseinander sitzen, nicht übereinstimmen, in Widerspruch stehen“) bezeichnet einen Andersdenkenden, der öffentlich gegen die allgemeine Meinung oder politische Regierungslinie aktiv auftritt. Hauptsächlich wird die Bezeichnung für Oppositionelle in Diktaturen und totalitären Staaten verwendet, weil das ungehinderte Aussprechen der eigenen Meinung in Demokratien ein Grundrecht ist und damit als selbstverständlich gilt.

## Geschichte
Die Bezeichnung „Dissident“ wurde 1573 in der Konföderation von Warschau für die Protestanten geprägt, die nicht der in Polen-Litauen  herrschenden römisch-katholischen Kirche angehörten. Der Begriff blieb bis in das späte 18. Jahrhundert in Polen-Litauen für alle nichtkatholischen Christen (Protestanten und Orthodoxe) gebräuchlich.
Im 17. Jahrhundert fand er als „Dissenter“ Verbreitung in England, als Bezeichnung für protestantische Gruppen, die nicht zu einer Integration in die anglikanische Kirche bereit waren.
Im 18. Jahrhundert bezeichnet Dissident denjenigen, den keiner anerkannte. Seit dem 19. Jahrhundert ist es jener, der keiner Religionsgemeinschaft angehört. Entsprechend wurden die Gesetze, die Konfessionslosigkeit ermöglichten, Dissidentengesetz genannt. Auch die Mitglieder der deutschkatholischen Vereine, die sogenannten Deutschkatholiken, sowie die protestantischen Freien Gemeinden, die sogenannten Lichtfreunde, die sich 1856 mit den Deutschkatholiken zum Bund Freireligiöser Gemeinden Deutschlands zusammenschlossen, wurden offiziell als Dissidenten bezeichnet. Üblich war dies in Deutschland mindestens bis in die 1930er Jahre.

## Gegenwart
Die Bezeichnung Dissident wurde ab den 1970er Jahren vorwiegend für oppositionelle Künstler und Intellektuelle (insbesondere Bürgerrechtler) des kommunistischen Herrschaftsbereichs verwendet. Die Entstehung der Dissidentenbewegung in der Sowjetunion war nicht zuletzt eine Reaktion auf das Ende des poststalinistischen Massenterrors gewesen. Die Verhaftung der Schriftsteller Andrei Sinjawski und Juli Daniel im September 1965 hatte eine Entwicklung angestoßen, die in der ersten öffentlichen Kampagne für Bürgerrechte hinter dem Eisernen Vorhang münden sollte. Getragen wurde sie von einer losen Koalition von Naturwissenschaftlern, Mathematikern und anderen Vertretern der städtischen Intelligenz, die eng mit westlichen Menschenrechtsaktivisten zusammenarbeiteten.
Weitere Beispiele für Dissidenten in den ehemals kommunistischen Staaten sind Andrej Sacharow, Alexander Solschenizyn, Milovan Đilas, Wladimir Bukowski und Václav Havel. Ein Beispiel für eine andere Art des Wortgebrauchs ist der Fall des Atomkraftmanagers und späteren „Kernenergie-Dissidenten“ Klaus Traube.
In der DDR wurden Dissidenten generell als Feindlich-negative Personen bezeichnet und bis in die 1970er Jahre vom Ministerium für Staatssicherheit mit ähnlichen Methoden bekämpft wie in der Sowjetunion. Mit der Ära Honecker verlegte man sich auf ein subtileres, vom MfS eigens dazu entwickeltes Verfahren, die so genannte Zersetzung. Sie umfasste die heimlich durchgeführte psychische Zerstörung von Oppositionellen, um die Opfer dadurch an weiteren politischen Handlungen zu hindern. Dadurch konnte der Einsatz physischer Gewalt und von Inhaftierungen weitgehend vermieden werden, was der auf ihr internationales Renommee bedachten DDR-Führung entgegenkam.
Gemeinsames Merkmal aller Dissidenten war und ist die öffentliche Kritik am bestehenden politischen System, abseits von Zeitgeist und Mainstream und unter bewusster Inkaufnahme von persönlichen Nachteilen. Im weiteren Sinne werden heute auch allgemein deutlich regierungs- bzw. systemkritische Intellektuelle als Dissidenten bezeichnet. So wird die Bezeichnung im englischen Sprachraum unter anderem auf den US-Amerikaner Noam Chomsky angewandt.
Im Februar 2009 waren nach Angaben der Nichtregierungsorganisation Reporter ohne Grenzen weltweit 66 so genannte Internet-Dissidenten (im Internet aktive Bürger-Journalisten) in Haft.